# Arauiti
Arauiti, jedno od plemena Tupian Indijanaca nastalo procesom međuplemenskih brakova između Aueta i Jaulapitija. Živjeli su na lijevoj obali rijeke Culiseu, južno od plemena Auetö u brazilskoj državi Mato Grosso.